# Thallo
Thallo (altgriechisch Θαλλώ Thallṓ, von θάλλειν thállein, deutsch ‚blühen, grünen‘) ist in der griechischen Mythologie eine der Athener Horen neben Auxo und Karpo. Thallo, eine Tochter des Zeus und der Themis, steht für das Hervorsprießen in der Natur.